# Tomomi Muramatsu
Tomomi Muramatsu (japanisch 村松 友視, Muramatsu Tomomi; geboren 10. April 1940 in Tokio) ist ein japanischer  Schriftsteller, Herausgeber und Essayist.

## Leben und Wirken
Tomomi Muramatsu, Enkel des Schriftstellers Muramatsu Shōfu, machte seinen Studienabschluss an der Keiō-Universität. Er arbeitete dann beim Verlag Chūōkōron und war an der Redaktion von „Shosetsu Chūōkōron“ (小説中央公論), „Fujin kōron“ (婦人公論) und der Literaturzeitschrift „Umi“ (海) beteiligt. 
Nach seinem Ausscheiden aus dem Verlag veröffentlichte Muramatsu „Jidaiya no nyōbō“ (時代屋の女房) – „Die Frau des Jidaiya“, für das er 1982 den 87. Naoki-Preis erhielt. Das Werk wurde zur Grundlage für eine Fernseh-Serie. Weitere Werke sind die Romane „Semi-Fainaru“ (セミ・ファイナル) – „Semifinale“ und „Namidabashi“ (泪橋) – „Tränenbrücke“ 1983 und „Shanhai rarabai“ (上海ララバイ) „Shanghai-Wiegenlied“ 1984. Das Haus in Otaru, das titelgeben für „Uminekoya no kyaku“ (海猫屋の客) – „Gast im Uminekoya“ 1986 war, existiert noch. 1997 wurde Muramatsu mit dem Izumi-Kyōka-Literaturpreis für sein Werk „Kamakura no obasan“ (鎌倉のおばさん) – „Die alte Dame in Kamakura“ ausgezeichnet.
Muramatsu schrieb auch Kurzgeschichten wie „Chimata no Sheikusupia“ (巷のシェイクスピア) – „Shakespeare am Wendepunkt“ und „Kamyu no kyakujin“ (カミュの客人) – „Gast bei Camus“. Insgesamt verfasste Muramatsu zwischen 1980 und 2016 etwa 80 Publikationen, auch Drehbücher für Filme und für das Fernsehen.